# Caserío Lapatza
El caserío Lapatza situado en Anzuola (Provincia de Guipúzcoa, España, es un caserío originario del siglo XVI, época a la que corresponde su estructura de madera. En el siglo XVIII fue modificado añadiéndose al volumen original la crujía delantera en la que se aloja el soportal de tres arcos. El edificio es portador de valores morfológicos, tipológicos y constructivos que es necesario preservar y transmitir.
Está emplazado sobre una plataforma a media ladera entre las cotas 250 y 230, en las coordenadas 550.160,00-4.772.281,00.

## Descripción
Caserío a dos aguas con cumbrera orientada Norte-Sur, girada 30° al Este. Aunque inicialmente era unifamiliar, hoy es bifamiliar. Es de planta rectangular de 25 m de ancho y 17 m de fondo y dispone de planta baja primera y desván. Los muros de cerramiento están ejecutados con esquinales de piedra de sillería y paños de mampostería recubierta y pintada de color blanco.
La fachada Noroeste, o trasera, presenta en planta baja, siete ventanas y una puerta; en planta primera, cuatro huecos de ventana; y en planta de desván un hueco más bajo la cumbrera y ligeramente descentrado hacia la izquierda. En su mitad derecha presenta un pequeño cuerpo de edificación anexo al edificio principal.
La fachada de orientación Suroeste, lateral izquierda del edificio, presenta en planta baja una única ventana, y en planta primera un balcón alojado en una pequeña mansarda a dos aguas. En la parte más al oeste de esa fachada hay, adosado, un cuerpo de garaje con planta baja y cubierta a dos aguas. 
La fachada Sureste, principal del edificio, presenta un soportal al que se accede mediante un frente de tres arcos iguales, dovelados con sillares de piedra arenisca, de medio punto rebajados. Los apoyos de los arcos se realizan sobre pilares de sección cuadrada con imposta de coronación, ejecutados con sillares de piedra arenisca y ubicados con relación a la fachada principal, uno de ellos, centrado y, el otro, desplazado a la derecha de la misma. A ambos lados de la arcada, la fachada presenta sendas ventanas adinteladas con dinteles de madera y, en la parte más Este de la fachada, ubicado en cota más baja debido al descenso natural del terreno, se dispone el acceso a la bodega.
En planta primera, este frente Sureste presenta seis huecos, todos adintelados con dinteles de madera. Tres de los huecos corresponden a las ventanas de los extremos y otros tres corresponden a puertas de balcón ubicadas sobre cada uno de los tres arcos: sobre los arcos laterales con antepecho de hierro forjado y, sobre el central, con balcón de hierro sobre pequeño vuelo de piedra moldurado. A la altura de la planta de desván, en disposición simétrica con la cumbrera, la fachada presenta dos huecos más, ubicados sobre el eje de los dos arcos centrales.
En la fachada de orientación Noreste, el edificio presenta una ordenación de composición simétrica que manifiesta, en planta baja, tres saeteras para ventilación de la bodega y, en planta primera, tres huecos más regularmente espaciados y ejecutados en piedra sillar, de los cuales el central es un balcón con antepecho de hierro forjado. A la altura de la planta bajocubierta, esta fachada presenta cinco pequeñas ventanas de aireación, las tres centrales centradas con los ejes de los huecos de planta primera.
La estructura interior del edificio se resuelve con tres crujías transversales y cinco longitudinales apoyadas sobre gruesos postes enterizos y muros de carga, uno de los cuales es muro cortafuegos separador de la primera crujía del lado Noreste, a la cual permite acceso mediante hueco de acceso recercado en piedra sillar y ubicado a la altura de la planta baja. Vigas, solivos y tornapuntas de refuerzo conforman la estructura interior de la carpintería de armar que, a su vez, soporta la armadura de la cubierta, formada ésta por correas, cabrios y tablazón. La estructura mantiene algunos restos de un lagar de época gótica.
La ordenación funcional de la planta se resuelve desde el portalón de acceso en el que, en ambos extremos, se disponen los accesos a las dos viviendas en las que se divide el caserío.